# Lądowisko Sosnowiec
Lądowisko Sosnowiec – lądowisko sanitarne w Sosnowcu, w województwie śląskim, położone przy Pl. Medyków 1. Przeznaczone jest do wykonywania startów i lądowań śmigłowców sanitarnych i ratowniczych w dzień i w nocy o dopuszczalnej masie startowej do 5700 kg. 
Zarządzającym lądowiskiem jest Wojewódzki Szpital Specjalistyczny nr 5 im. św. Barbary w Sosnowcu. W roku 2011 zostało wpisane do ewidencji lądowisk Urzędu Lotnictwa Cywilnego pod numerem 77